# Michael Barnard
Michael Barnard (* 8. Oktober 1976 in Barking) ist ein englischer Dartspieler, der bei Turnieren der Professional Darts Corporation (PDC) antritt.

## Karriere
Barnard trat 1991 erstmals in Erscheinung, als er den Jugendwettbewerb des Winmau World Masters gewann. 1994 trat er dann bei der Herrenabteilung selbiger Veranstaltung teil, schied jedoch in der Vorrunde aus.
Seit 2003 ist Barnard bei der PDC aktiv. 2004 qualifizierte er sich erstmals für die UK Open und scheiterte dort zum Auftakt nur knapp an Andy Jenkins. Auch 2005 gelang es ihm sich für die UK Open zu qualifizieren, verlor jedoch abermals sein erstes Spiel gegen Roland Scholten. In den folgenden Jahren war Barnard regelmäßig bei dem Turnier dabei. 2006 erreichte er die 4. Runde und unterlag dort Ronnie Baxter.
2008 gelang es ihm schließlich über ein Qualifikationsturnier sich erstmals für die PDC-Weltmeisterschaft zu qualifizieren. In der ersten Runde war er hierbei Andy Hamilton unterlegen. Bei den UK Open 2009 schaffte er es erneut in die 4. Runde.
Da er zu niedrig platziert war, um seine Tourkarte automatisch zu behalten, musste Barnard 2012 an der PDC Qualifying School teilnehmen. Dort gewann er seine Tourkarte aber sofort zurück. Nach mittelmäßigen Leistungen fand sich Barnard Ende 2012 auf Rang 77 der Weltrangliste wieder. Erstmals seit 2003 verpasste er dann auch die Qualifikation zu den UK Open. Nur auf der European Tour war er einige Male zu sehen. Ende des Jahres 2013 verlor er so seine Tourkarte wieder.
Auch dieses Mal gelang es Barnard sich die Tourkarte direkt wieder zurückzuholen. 2014 war er noch einmal bei den UK Open dabei, verlor dabei in der zweiten Runde. Ansonsten wurde es immer stiller um Barnard. Obwohl er keine Tourkarte besaß, zeigte Barnard dann 2018 wieder ansprechende Leistungen. So gewann er mehrere Turniere auf der Challenge Tour und spielte bei einigen Veranstaltungen der European Tour. Letztlich qualifizierte sich Barnard erstmals für die Players Championship Finals, wo er direkt gegen Brendan Dolan verlor. Auch für die Weltmeisterschaft 2019 konnte sich Barnard qualifizieren. Hier bezwang er José de Sousa in der ersten Runde und schied dann gegen den Niederländer Jermaine Wattimena aus.
Durch seine starken Leistungen auf der Challenge Tour wieder mit Tourkarte versehen, gelang Barnard fortan wenig. Ende des Jahres 2020 verlor er seinen Profistatus erneut. Bislang ist es ihm nicht gelungen diesen abermals zurückzuergattern.
Im Januar 2023 versuchte er sich erneut auf der Q-School. Dabei gelang ihm über die Rangliste die Qualifikation für die Final Stage, in der er jedoch punktlos blieb. Bei der darauffolgenden PDC Challenge Tour 2023 kam er nicht weiter als unter die letzten 32.
2024 nahm Barnard erneut an der Q-School teil und gewann dabei zwei Spiele, was jedoch nicht ausreichte, um sich erneut für die Final Stage zu qualifizieren. Bei der darauffolgenden Challenge Tour-Saison spielte er sich dreimal ins Preisgeld, blieb aber weit hinter der Konkurrenz zurück.
Somit startete Barnard bei der Q-School 2025 wieder in der First Stage. Er gewann ein Spiel und holte einen Punkt für die Rangliste, schaffte es aber wieder nicht in die Final Stage.

## Weltmeisterschaftsresultate

### PDC
- 2009: 1. Runde (0:3-Niederlage gegen  Andy Hamilton)
- 2019: 2. Runde (0:3-Niederlage gegen  Jermaine Wattimena)

## Titel

### PDC
- Secondary Tour Events
  - PDC Challenge Tour
    - PDC Challenge Tour 2018: 6, 10, 11

### Jugend
- World Youth Masters 1991
- British Teenage Open 1994